# Det muslimske broderskab
 Der er for få eller ingen kildehenvisninger i denne artikel, hvilket er et problem. Du kan hjælpe ved at angive troværdige kilder til de påstande, som fremføres i artiklen.

Det Muslimske Broderskab (arabisk: الإخوان المسلمون, tr. al-Ikhwān al-Muslimūn) er en sunnimuslimsk traditionalistisk og islamistisk organisation. Organisationen er er grundlagt i Egypten, hvor antallet af medlemmer er flest og anslås til være mellem 100.000 og 600.000. Ifølge antropolog Scott Atran er der omkring 600.000 betalende medlemmer i Egypten, hvoraf omkring 100.000 opfattes som militante. Der menes at være omkring 2 mio. (ca. 2,5 %) støtter i Egyptens befolkning. Organisation har valgte medlemmer i nationalforsamlinger i omkring 12 lande i primært Mellemøsten. Det er verdens største islamistiske organisation med aktiviteter i 72 lande.[kilde mangler]

## Historie
Organisationen blev grundlagt af den egyptiske lærer Hassan al-Banna i 1928, hvilket gør den til verdens ældste islamistiske politiske gruppering. I løbet af få år lykkedes det al-Banna at udbrede bevægelsen til hele Egypten, idet han under rejser i landet etablerede underafdelinger overalt, hvor han kom. Ud over al-Banna er Sayyid Qutb en af de centrale ideologer.[kilde mangler]
Det Muslimske Broderskab arbejder for en islamistisk vækkelse og ønsker gennem omfattende politiske, sociale og økonomiske reformer i både Egypten og Jordan, Kuwait og Palæstina at skabe en islamisk og sharia-baseret stat for alle verdens muslimer. Det islamiske samfund er ifølge broderskab det perfekte samfund – idet alle andre samfundssystemer er menneskeskabte, mens islam hviler på åbenbaringen fra Gud. Det er derfor også modstander af sekulære love og advokerer for, at lovene skal udledes af sharia.[kilde mangler]
Bevægelsen støtter også modstandsbevægelser i den arabiske og islamiske verden, idet den er modstander af udlandets utidige indblanding. Israel-Palæstina-konflikten har spillet en særlig rolle for organisationen, der har nære bånd til den islamistiske modstandsbevægelse Hamas. Broderskabet har i lange perioder været forbudt i flere af de lande, hvor det er virksomt, ligesom medlemmerne har været forfulgte, arresterede og fængslede. Historisk har medlemmer af bevægelsen anvendt vold, men officielt har den siden 1970'erne bandlyst vold og kritiseret militante islamister bag terrorangreb.[kilde mangler]

## Organisation
Lederen af broderskabet kaldes øverste vejleder og har til opgave at kontrollere de to magtorganer – det almene kontor for vejledning og grundlovskomiteen. Den udpeger vejlederen, der maksimalt kan sidde i to perioder af fem år. Komiteen består af 100-150 medlemmer og fungerer som rådgivende forsamling. Det almene kontor for vejledning består af ni medlemmer fra Cairo og tre fra andre områder. De vælges ved hemmelige valg for to år. Kontorets opgave er at føre tilsyn med organisationens arbejde og at udforme dens politik. 
Organisationens aktiviteter finansieres ved donationer fra medlemmerne, der betaler efter rang i organisationen og indtægt. Medlemmer med lav eller ingen indtægt er fritaget for bidrag.
Aktiviterne inkluderer blandt andet et omfattende socialt arbejde. Broderskabet har etableret skoler og driver sygehuse.